# Sonata cho vĩ cầm

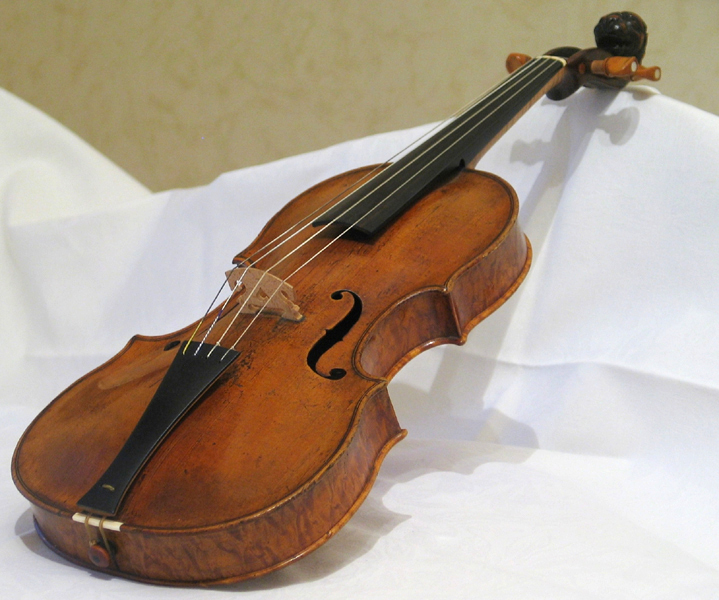

Một bản sonata dành cho violin là một thể loại sáng tác âm nhạc dành riêng cho đàn vĩ cầm, và thường được biểu diễn hay sáng tác đi kèm với một nhạc cụ bàn phím. Trong các thời kỳ trước đó, sonata cho violin thường kèm thêm một nhạc cụ bass làm tăng gấp đôi dòng âm trầm của nhạc cụ bàn phím. Sonata dành cho violin đã phát triển từ một hình thức baroque đơn giản sang một hình thức cổ điển phức tạp và dần có tiêu chuẩn hóa. Kể từ thời kỳ lãng mạn, một số nhà soạn nhạc đã vượt qua ranh giới của định dạng hình thức cổ điển, trong đó có cả giới hạn về những loại nhạc cụ được chọn đi kèm với sonata cho vĩ cầm. 

## Thời kì đầu của những bản sonata cho vĩ cầm
Trong những bản sonata dành cho vĩ cầm đầu tiên ra đời, một nhạc cụ bass và harpsichord sẽ chơi âm vực trầm liên tục với harpsichord chơi gấp đôi âm vực bass và các hợp âm cố định trong khi vĩ cầm chơi độc tấu. Sonata trong âm nhạc thời kì này không có cấu trúc cố định. Georg Philipp Telemann đã sáng tác nhiều sonata giống như vậy. Johann Sebastian Bach cũng không ngoại lệ. Bach cũng viết các bản sonata bằng harpsichord obbligato, giúp giải phóng nhạc cụ bàn phím không chỉ mãi chơi phần đệm âm vực trầm và cho phép nâng cao phần trình diễn của nghệ sĩ độc tấu. Ông cũng viết sonata cho violin độc tấu mà không cần bất kỳ loại nhạc đệm nào.

## Hình thức sonata cổ điển

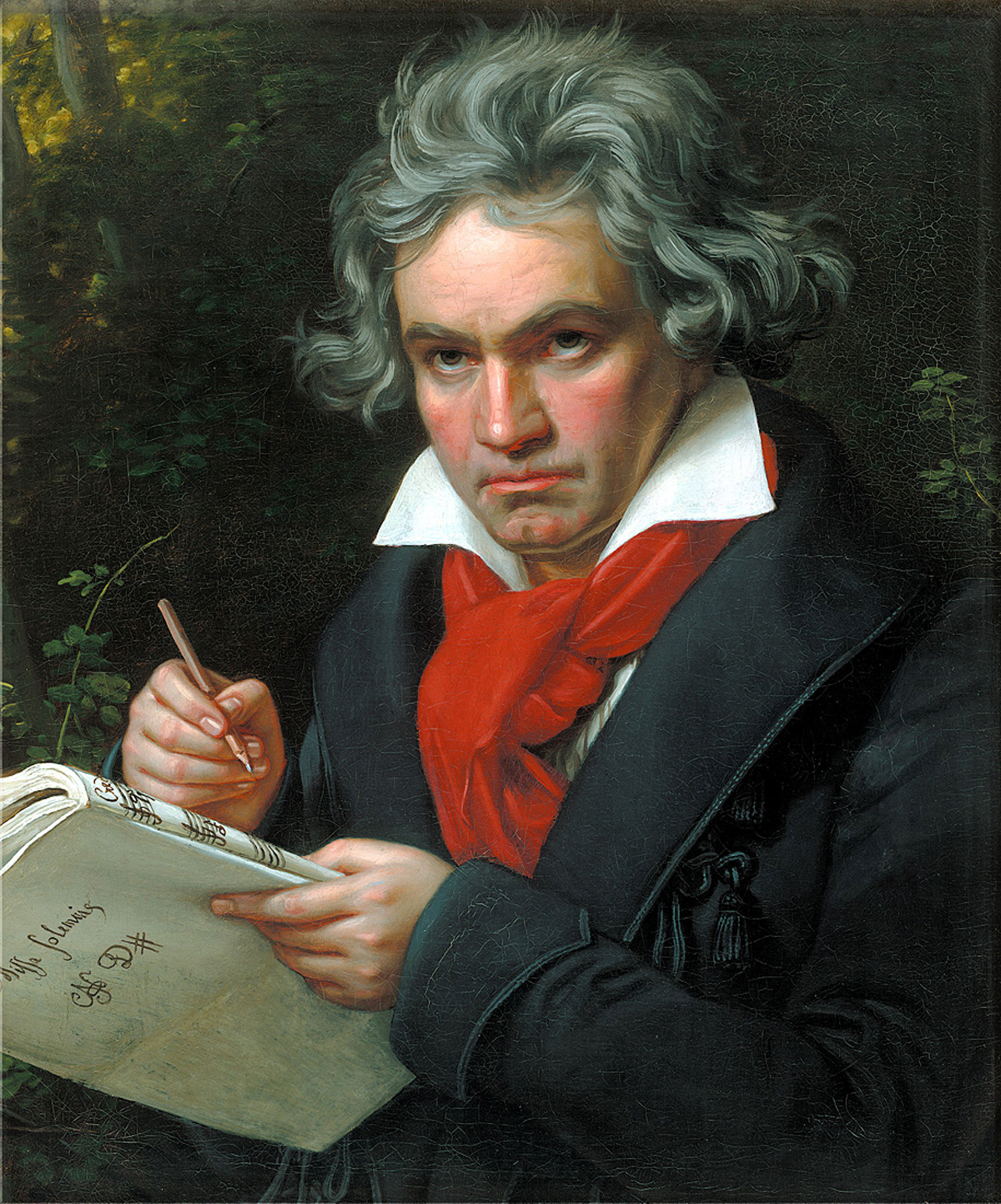
Kreutzer sonata của Beethoven thường xuyên được biểu diễn.

Mozart là người đóng vai trò quan trọng trong việc phát triển bản sonata dành cho vĩ cầm cổ điển, trong đó có ít nhất 36 bản nhạc do ông sáng tác được biết đến. Mozart chủ yếu viết sonata hai chương, nói chung là một chương sonata đầu sẽ nhanh và một chương sonata hai thường chậm hơn ở các hình thức khác nhau. Trong các bản sonata sau này của mình, ông đã thêm vào chương thứ ba thường sẽ nhanh ở nhiều hình thức khác nhau. Một số bản sonata dành cho vĩ cầm của ông có hình thức chủ đề và biến tấu..
Beethoven đã viết mười bản sonata cho violin trong suốt sự nghiệp sáng tác của mình. Những bản sonata của ông đã dần hình thành và phát triển cả về phong cách và độ phức tạp; trong đó bản sonata số 9 mang tên "Kreutzer" của ông là một tác phẩm mang trong mình sự tương phản đối lập cực đại. Một bản trình diễn thường kéo dài bốn mươi phút và đòi hỏi rất cao ở trình độ và kĩ thuật biểu diễn của cả hai người chơi vĩ cầm và piano.
Brahms, Franck, Fauré, Debussy, Ravel, Prokofiev và Shostakovich là những nhà soạn nhạc thuộc thời kì sau. Họ đã thêm vào các tác phẩm mang hình thức sonata đến giới hạn của nó hoặc tự viết lên các quy tắc của riêng mình.

## Sonata cho vĩ cầm hiện đại
Schnittke (với kỹ thuật đa âm sắc của mình), và Henze được ghi nhận là những nhà soạn nhạc hiện đại cho sonata vĩ cầm, và chính là những người đã mang lại sự cải cách triệt để cho hình thức sonata cổ điển cũng như những yêu cầu kỹ thuật mới đối với người biểu diễn.